# The Hungry Years
The Hungry Years, album av Neil Sedaka utgivet i september 1975 på skivbolaget Rocket. Albumet är producerat av Neil Sedaka och Richard Appère.
Albumet är en amerikansk variant av det brittiska albumet Overnight Success. Två låtar från detta album ("Goodman Goodbye" och "The Queen Of 1964") ersattes med två nya ("Your Favourite Entertainer" och "Tit For Tat"). På CD-utgåvan från 1998 återfinns de två förstnämnda som bonusspår.
Den största hitten från albumet var duetten med Elton John som toppade Billboard-listan i tre veckor i september 1975. Den såldes i över 1,4 miljoner exemplar i USA och blev Sedakas mest sålda singel där någonsin. Denna singel tog för övrigt över förstaplatsen från Elton Johns "Island Girl".
Låten "Lonely Night (Angel Face)" låg på tredje plats på Billboard-listan i februari 1976 med duon Captain & Tennille.
Den långsammare nyinspelningen av "Breaking Up Is Hard To Do" nådde Billboard-listans topp-10 och Sedaka är tack vare detta den enda artist som haft två topp-10 hits med samma låt i olika versioner. Originalversionen av "Breaking Up Is Hard To Do" låg etta med Sedaka i två veckor på Billboard-listan i augusti 1962.
Albumet nådde Billboard-listans 16:e plats.

## Låtlista
Singelplacering i Billboard inom parentes. Listplacering i England=UK
1. Crossroads (Neil Sedaka/Phil Cody)
2. Lonely Night (Angel Face) (Neil Sedaka)
3. Stephen (Neil Sedaka/Howard Greenfield)
4. Bad Blood (Neil Sedaka/Phil Cody) (med Elton John) (#1)
5. Your Favourite Entertainer (Neil Sedaka/Phil Cody)
6. Baby Blue (Neil Sedaka/Howard Greenfield)
7. Tit For Tat (Neil Sedaka/Howard Greenfield)
8. New York City Blues (Neil Sedaka/Phil Cody)
9. When You Were Lovin' Me (Neil Sedaka/Phil Cody)
10. The Hungry Years (Neil Sedaka/Howard Greenfield)
11. Breaking Up Is Hard To Do (Neil Sedaka/Howard Greenfield) (långsam version) (#8)
12. Hey Mister Sunshine (Dara Sedaka)
13. The Queen Of 1964 (Neil Sedaka/Howard Greenfield) (UK# 35)
14. Betty Grable (Neil Sedaka/Howard Greenfield)
15. Goodman Goodbye (Neil Sedaka/Phil Cody)

12-15 är bonusspår CD-utgåvan från 1998.